# Fiatal Zenészek Eurovíziója

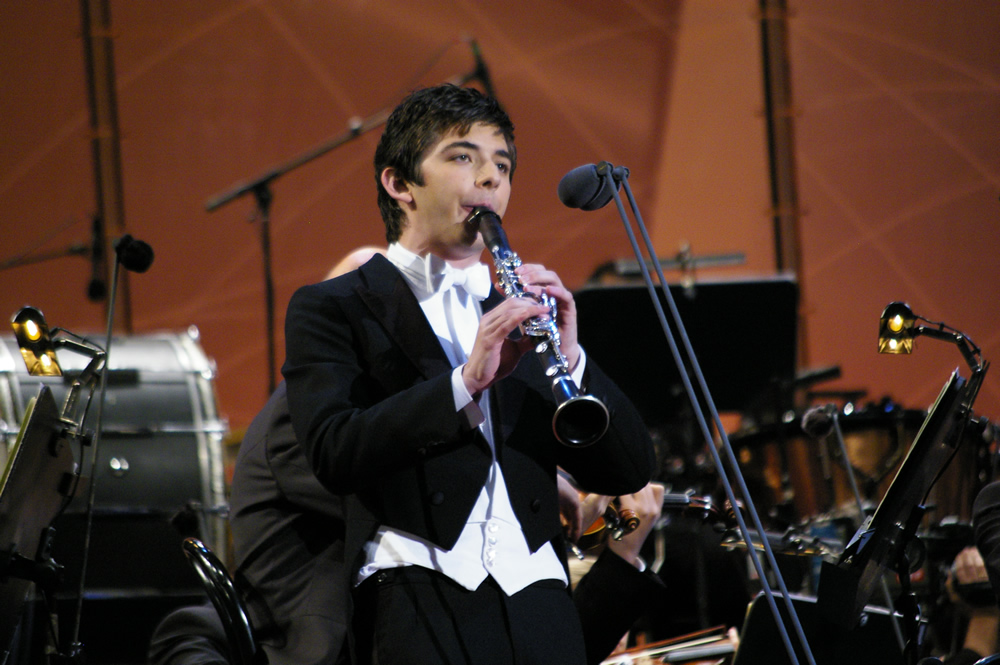
A 2008-as győztes, Dioniszíosz Grámmenosz Görögország képviseltében

Ha a következő versenyről szeretnél többet tudni, lásd: 2018-as Fiatal Zenészek Eurovíziója
A Fiatal Zenészek Eurovíziója (angolul: Eurovision Young Musicians, franciául: Eurovision des Jeunes Musiciens) egy kétévente megtartott hangverseny az Európai Műsorsugárzók Uniójának (angol nevének rövidítése, EBU) aktív tagállamai között. A fesztivál keretében minden részt vevő ország benevez egy fiatal zenészt, aki élő adásban előad egy zeneművet, majd szakmai zsűri eldönti, hogy ki lesz a győztes. Az országok az EBU-tag tévétársaságaikon keresztül szerepelnek (Magyarországon az MTVA tagja az EBU-nak), melyek feladata az országot képviselő zenész kiválasztása.
A megmérettetést 1982-es kezdése óta minden második évben megtartották. Európa nagy részén közvetítik, elsősorban a részt vevő országok.
Testvérversenye a Fiatal Táncosok Eurovíziója.

## Részvétel
Alkalmas résztvevőknek a European Broadcasting Union aktív tagjai számítanak. Azok az aktív tagok, kiknek államai az Európai Sugárzási Területen (European Broadcasting Area) belülre esik, vagy akik tagjai az Európa Tanácsnak.
Az Európai Sugárzási Területet a Nemzetközi Telekommunikációs Unió (International Telecommunication Union) határozza meg.
Az aktív tagoknak olyan szervezetek számítanak, amelyek sugárzásai (elméletben) elérhetőek azon ország teljes lakosságának, ahol a központjuk van.
Megjegyzendő, hogy a részvételi alkalmasság nem függ Európán belüli földrajzi elhelyezkedéstől, a névben szereplő „Euro” ellenére, és nincs semmi köze az Európai Unióhoz.

EBU-tagországok, amelyek már legalább egyszer részt vettek a versenyen
EBU-tagországok, melyek még egyetlen alkalommal sem vettek részt a versenyen
EBU-tagországok, melyek korábban más ország részeként vettek részt a versenyen, de független országként még nem

Eddig negyvennégy ország szerepelt legalább egyszer. Ezek a következőek (az első részvétel éve szerint sorba rakva):
- 1982 –  Ausztria,  Dánia,  Egyesült Királyság,  Finnország,  Franciaország,  Németország,  Norvégia,  Svájc,  Svédország
- 1984 –  Hollandia
- 1986 –  Belgium,  Írország,  Izrael,  Jugoszlávia,  Olaszország
- 1988 –  Ciprus,  Spanyolország
- 1990 –  Görögország,  Portugália
- 1992 –  Lengyelország,  Magyarország
- 1994 –  Észtország,  Horvátország,  Lettország,  Litvánia,  Macedónia,  Oroszország,  Szlovénia
- 1998 –  Szlovákia
- 2000 –  Csehország,  Törökország
- 2002 –  Románia
- 2006 –  Bulgária,  Szerbia és Montenegró
- 2008 –  Szerbia,  Ukrajna
- 2010 –  Fehéroroszország
- 2012 –  Bosznia-Hercegovina,  Grúzia,  Örményország
- 2014 –  Málta,  Moldova
- 2016 –  San Marino
- 2018 –  Albánia

Az Európai Műsorsugárzók Uniójának tagállamai, melyek még egyszer sem vettek részt a versenyen:
- Algéria
- Andorra
- Azerbajdzsán
- Egyiptom
- Izland
- Jordánia
- Libanon
- Líbia
- Luxemburg
- Marokkó
- Monaco
- Montenegró
- Tunézia
- Vatikán

## Magyarok a Fiatal Zenészek Eurovízióján
Magyarország eddig ötször szerepelt a versenyen, először 1992-ben. Az ötből négy versenyzőnk sikeresen kvalifikálta magát a döntőbe. Hazánk eddigi legjobb eredményét Devich Gergely érte el, aki a 3. helyen végzett Kölnben. Ez volt az eddigi egyetlen alkalom, amikor a Magyarország képviselője egy eurovíziós versenyen dobogós helyezést ért el. Így Devich Gergely az eddigi legsikeresebb magyar eurovíziós résztvevő.

### Résztvevők
| Év   | Zenész              | Hangszer | Döntős darab (Szerző)                                                                     | Döntő                   | Elődöntő           |
| ---- | ------------------- | -------- | ----------------------------------------------------------------------------------------- | ----------------------- | ------------------ |
| 1992 |                     |          |                                                                                           | Nem jutott be a döntőbe | Kiesett            |
| 1994 | Faragó Márk         | zongora  | Danse Macabre (Liszt Ferenc)                                                              | 4–8.                    | Továbbjutott       |
| 2000 | Rácz Ödön           | nagybőgő | Gran fantasia sulla Lucia di Lammermoor per contrabasso ed orchestra (Giovanni Bottesini) | 4–8.                    | Továbbjutott       |
| 2014 | Devich Gergely      | cselló   | Allegro appassionato Op.43 (Saint-Saëns)                                                  | 3.                      | Automatikus döntős |
| 2016 | Jakab Roland Attila | hegedű   | Zigeunerwisen op. 20, No. 1 (Pablo de Sarasate)                                           | 4–11.                   | Automatikus döntős |
| 2018 | Bencze Máté         | szaxofon | Concerto da Camera for Saxophone (Jacques Ibert)                                          | 3–6.                    | Továbbjutott       |

## A verseny szabályai
A részt vevő országoknak számos szabályt be kell tartaniuk. Minden évben új változatot készítenek, amely egyértelműen meghatározza a határidőket. A legjelentősebb szabályok, melyek befolyásolják a verseny formátumát, valamelyest változtak az évek során, és itt ki vannak emelve.

### A versenyzőkre vonatkozó szabályok
- A legidősebb versenyző 20 éves lehet. Alsó korhatár nincs.
- Versenyző az lehet, aki az adott ország állampolgára vagy legalább két évig tartózkodott az országban.
- Csak szólisták indulhatnak.
- Hivatásos zenészek nem indulhatnak.
- Az EBU nem korlátozza a versenyzők által előadott darabok szerzőinek nemzetiségét, az egyes közvetítők szabadon bevezethetnek ilyen korlátozásokat.

### Az előadásra vonatkozó szabályok
- Az előadás a döntőben maximum öt perces lehet. (Az elődöntőben az időkorlát tizenöt perc.)
- Az előadás nem hozhatja a versenyt rossz hírbe.

## Szavazás
A szavazási rendszer az évek folyamán szinte semmit sem változott. A volt zenészekből, karmesterekből, zeneszerzőkből álló szakmai zsűri a résztvevők produkcióját pontozza, majd az első 3 helyezettet díjazzák. (2012-ben az első 4 helyezettet díjazták.)

## Győztesek

A Fiatal Zenészek Eurovíziójának győzteseit ábrázoló térkép. A színek a győzelmek számát jelölik.

| Év   | Ország                            | Zenész                            | Hangszer                          | Darab (Szerző)                                                                                        |
| ---- | --------------------------------- | --------------------------------- | --------------------------------- | --- |
| 1982 | Németország                       | Markus Pawlik                     | zongora                           | Piano Concerto No.1 (Felix Mendelssohn Bartholdy)                                                     |
| 1984 | Hollandia                         | Isabelle van Keulen               | hegedű                            | Violin concert no. 5 op. 37 (Henri Vieuxtemps)                                                        |
| 1986 | Franciaország                     | Sandrine Lazarides                | zongora                           | Piano Concerto E flat (Liszt Ferenc)                                                                  |
| 1988 | Ausztria                          | Julian Rachlin                    | hegedű                            | Concerto for violin and orchestra in d, op.22 (Henryk Wieniawski)                                     |
| 1990 | Hollandia                         | Niek van Oosterum                 | zongora                           | Concert for Piano and Orchestra a-minor op. 16, 1 Mov. (Edvard Grieg)                                 |
| 1992 | Lengyelország                     | Bartłomiej Nizioł                 | hegedű                            | Concerto for Violin and Orchestra in D Major, Op. 77 (Johannes Brahms)                                |
| 1994 | Egyesült Királyság                | Natalie Clein                     | cselló                            | Cello Concerto in E minor, op. 85, I. rész (Edward Elgar)                                             |
| 1996 | Németország                       | Julia Fischer                     | hegedű                            | |
| 1998 | Ausztria                          | Lidia Baich                       | hegedű                            | Violin Concerto no. 5, 1st Mov. (Henri Vieuxtemps)                                                    |
| 2000 | Lengyelország                     | Stanisław Drzewiecki              | zongora                           | Piano Concerto in E minor, op. 11, 3rd movement (Frédéric Chopin)                                     |
| 2002 | Ausztria                          | Dalibor Karvay                    | hegedű                            | Carmen Fantasy (Franz Waxman)                                                                         |
| 2004 | Ausztria                          | Alexandra Soumm                   | hegedű                            | Violin Concerto No.1 (1st Movement) (Niccolò Paganini)                                                |
| 2006 | Svédország                        | Andreas Brantelid                 | cselló                            | Concerto for Violoncello and Orchestra, 1st movement (Joseph Haydn)                                   |
| 2008 | Görögország                       | Dioniszíosz Grámmenosz            | klarinét                          | Concerto pour clarinette et orchestre, IV. rész (Jean Françaix)                                       |
| 2010 | Szlovénia                         | Eva-Nina Kozmus                   | fuvola                            | Concerto for flute, III. mov. Allego scherzando (Jacques Ibert)                                       |
| 2012 | Norvégia                          | Eivind Holtsmark Ringstad         | brácsa                            | Viola concerto, 2 & 3 mov. (János Viktor és Bartók Béla)                                              |
| 2014 | Ausztria                          | Ziyu He                           | hegedű                            | 2. Violinkonzert (Bartók Béla)                                                                        |
| 2016 | Lengyelország                     | Łukasz Dyczko                     | szaxofon                          | Rhapsody pour Saxophone alto (André Waignein)                                                         |
| 2018 | Oroszország                       | Ivan Besszonov                    | zongora                           | Piano Concerto No 1, 3rd movement (Pjotr Csajkovszkij)                                                |
| 2020 | Elmaradt a Covid19-pandémia miatt | Elmaradt a Covid19-pandémia miatt | Elmaradt a Covid19-pandémia miatt | Elmaradt a Covid19-pandémia miatt                                                                     |
| 2022 | Csehország                        | Daniel Matejča                    | hegedű                            | Violin Concerto No. 1 3rd and 4th movements Cadenza, Allegro con brio – Presto (Dmitrij Sosztakovics) |
| 2024 | Ausztria                          | Leonhard Baumgartner              | hegedű                            | Violin Concerto No. 5 in A minor, 1st movement (Henri Vieuxtemps)                                     |
| 2026 |                                   |                                   |                                   | |

Ausztria tartja a legtöbb győzelem rekordját, a versenyt eddig hatszor nyerték meg, 2012-ben pedig második helyen végeztek. Ezzel Ausztria a legeredményesebb nemzet a verseny történetében. Norvégia és Finnország tartja a második és a harmadik helyek rekordját, eddig háromszor-egyszer végeztek a dobogó második illetve harmadik fokán.
Magyarország még nem rendelkezik győzelemmel. Legjobb szereplésünk 2014-ben volt, amikor a magyar csellista a harmadik helyen végzett.

## Éremtáblázat

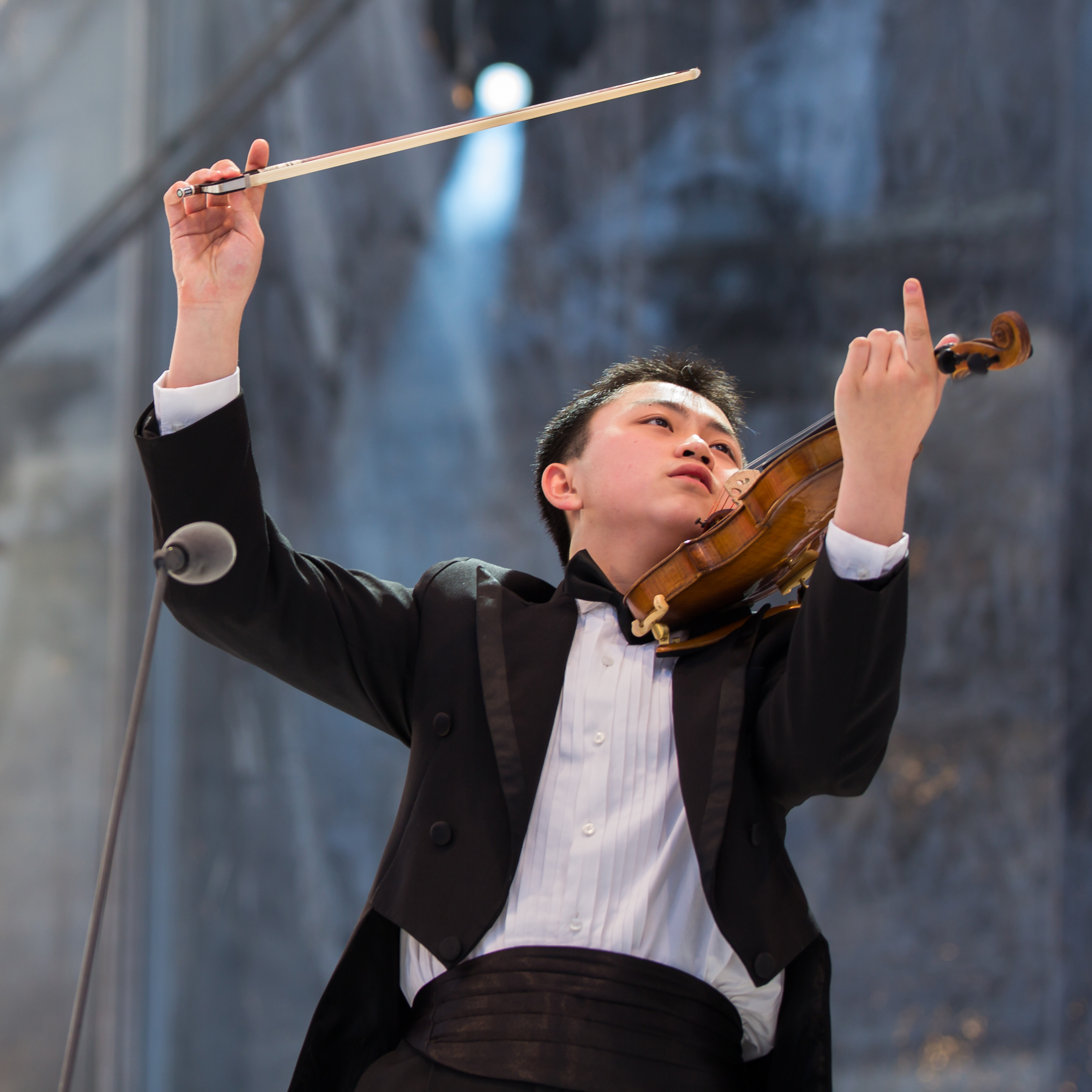
Az osztrák Ziyu He, a 2014-es verseny győztese

| Helyezés | Ország             | Arany | Ezüst | Bronz | Összesen |
| -------- | ------------------ | ----- | ----- | ----- | -------- |
| 1.       | Ausztria           | 6     | 1     | 1     | 7        |
| 2.       | Lengyelország      | 3     | 0     | 0     | 3        |
| 3.       | Németország        | 2     | 3     | 1     | 6        |
| 4.       | Hollandia          | 2     | 0     | 0     | 2        |
| 5.       | Norvégia           | 1     | 3     | 2     | 6        |
| 6.       | Szlovénia          | 1     | 2     | 1     | 4        |
| 7.       | Egyesült Királyság | 1     | 1     | 2     | 4        |
| 8.       | Svédország         | 1     | 1     | 1     | 3        |
| 9.       | Csehország         | 1     | 1     | 0     | 2        |
| 10.      | Franciaország      | 1     | 1     | 0     | 2        |
| 11.      | Oroszország        | 1     | 0     | 4     | 5        |
| 12.      | Görögország        | 1     | 0     | 0     | 1        |
| 13.      | Finnország         | 0     | 3     | 1     | 4        |
| 14.      | Svájc              | 0     | 1     | 1     | 2        |
| 15.      | Horvátország       | 0     | 1     | 0     | 1        |
| 15.      | Lettország         | 0     | 1     | 0     | 1        |
| 15.      | Spanyolország      | 0     | 1     | 0     | 1        |
| 18.      | Belgium            | 0     | 0     | 2     | 2        |
| 19.      | Észtország         | 0     | 0     | 1     | 1        |
| 19.      | Magyarország       | 0     | 0     | 1     | 1        |
| 19.      | Olaszország        | 0     | 0     | 1     | 1        |
| 19.      | Örményország       | 0     | 0     | 1     | 1        |
|          |                    |       |       |       |          |
| Összesen | Összesen           | 19    | 18    | 18    | 56       |

## Rendezések
A Fiatal Zenészek Eurovízióját rendező városok listája:
| Rendezések         | Ország        | Város                | Helyszín                 | Év(ek)                 |
| ------------------ | ------------- | -------------------- | ------------------------ | ---------------------- |
| 6                  | Ausztria      | Bécs                 | Musikverein              | 1990                   |
| 6                  | Ausztria      | Bécs                 | Wiener Konzerhaus        | 1998                   |
| 6                  | Ausztria      | Bécs                 | Rathausplatz             | 2006, 2008, 2010, 2012 |
| 3                  | Németország   | Berlin               | Konzerthaus              | 2002                   |
| 3                  | Németország   | Köln                 | Roncalliplatz            | 2014, 2016             |
| 2                  |               |                      |                          |                        |
| Egyesült Királyság | Manchester    | Free Trade Hall      | 1982                     |                        |
| Egyesült Királyság | Edinburgh     | Usher Hall           | 2018                     |                        |
| Norvégia           | Bergen        | Grieghallen          | 2000                     |                        |
| Norvégia           | Bodø          | Stormen Koncertterem | 2024                     |                        |
| Svájc              | Genf          | Victoria Hall        | 1984                     |                        |
| Svájc              | Luzern        | KKL Luzern           | 2004                     |                        |
| 1                  | Dánia         | Koppenhága           | Radiohusets Koncertsal   | 1986                   |
| 1                  | Hollandia     | Amszterdam           | Concertgebouw            | 1988                   |
| 1                  | Belgium       | Brüsszel             | Cirque Royal             | 1992                   |
| 1                  | Franciaország | Montpellier          | Corum                    | 2022                   |
| 1                  | Lengyelország | Varsó                | Filharmonia Narodowa     | 1994                   |
| 1                  | Portugália    | Lisszabon            | Centro Cultural de Belém | 1996                   |
| 1                  | Örményország  | Jereván              |                          | 2026                   |

## Fordítás
- Ez a szócikk részben vagy egészben  az   Eurovision Young Musicians című angol Wikipédia-szócikk fordításán alapul.  Az eredeti cikk szerkesztőit annak laptörténete sorolja fel. Ez a jelzés csupán a megfogalmazás eredetét és a szerzői jogokat jelzi, nem szolgál a cikkben szereplő információk forrásmegjelöléseként.

## Külső hivatkozások
- (angolul) Fiatal Zenészek Eurovíziója – Hivatalos honlap